# Mustersatzung
Eine Mustersatzung ist in der Regel eine öffentlich-rechtliche Satzung, die nicht vom Satzungsgeber selbst, sondern von der zur Aufsicht berechtigten Stelle gefertigt wurde.

## Allgemein
Mustersatzungen dienen hauptsächlich dazu, Kommunalverwaltungen zu entlasten und vor Fehlern zu bewahren. Daneben dienen sie der einheitlichen Rechtsanwendung und Rechtsfortbildung durch Regierungspräsidien und Ministerien. Durch Mustersatzungen werden Gesetze konkretisiert und die Ministerien formen sie so aus, dass ihr eigener Standpunkt zur Auslegung der maßgeblichen Gesetze eingearbeitet wird.

## Satzungsmuster
Die Wörter Mustersatzung und Satzungsmuster werden oft synonym gebraucht. Im engeren Sinne ist mit Mustersatzung jedoch eine Vorlage der vorgesetzten Behörde gemeint, während Satzungsmuster von jedem erstellt werden können, so zum Beispiel häufig durch die kommunalen Spitzenverbände. Satzungsmuster werden vor allem erstellt, um den Gemeinden Arbeit zu ersparen und sie dienen der Lobbyarbeit der Verbände, indem sie ebenfalls rechtliche Standpunkte ihrer Ersteller enthalten. Wenn ein Verband seine Satzung im Einvernehmen mit der vorgesetzten Behörde erstellt, nennt er es ebenfalls Mustersatzung.